# Zarząd Dróg Miejskich w Poznaniu
Zarząd Dróg Miejskich w Poznaniu – miejska jednostka budżetowa, za pośrednictwem której Prezydent Miasta Poznania wykonuje zadania w zakresie zarządzania drogami na terenie miasta. ZDM w Poznaniu został utworzony 1 grudnia 1962 roku na mocy uchwały Prezydium Rady Narodowej Miasta Poznania. Siedziba ZDM położona jest w Poznaniu, przy ul. Wilczak 17.

## Historia ZDM
16 listopada 1962 roku Prezydium Rady Narodowej Miasta Poznania podjęło uchwałę (nr 41/405/62), na mocy której powstał Zarząd Dróg i Mostów w Poznaniu. Nowa jednostka zastąpiła Miejską Służbę Drogową oraz funkcjonujący w jej ramach Oddział Znaków Drogowych i Sygnalizacji. Bezpośredni nadzór nad ZDM sprawowało Prezydium Rady Narodowej Miasta Poznania oraz Zjednoczenie Przedsiębiorstw Gospodarki Komunalnej i Mieszkaniowej Miasta Poznania. Nadzór zwierzchni nad jednostką należał do Ministra Gospodarki Komunalnej. Dwa lata później, mocą uchwały nr 42/441/64 z dnia 18 grudnia 1964 r., Rada Narodowa Poznania poszerzyła kompetencje ZDiM o zarządzanie miejską zielenią. Zmieniła się wobec tego – nie po raz ostatni – nazwa ZDiM; odtąd, przez kolejne 10 lat funkcjonował on jako Zarząd Dróg, Mostów i Zieleni w Poznaniu (w lipcu 1974 r. „Zieleń” zniknęła z nazwy jednostki).
Pod koniec lat 80. XX wieku ZDiM przekształcono w Wojewódzką Dyrekcję Dróg Miejskich w Poznaniu. Podjęta w tej sprawie uchwała Wojewódzkiej Rady Narodowej z 28 lutego 1989 r. zastępowała istniejące na terenie województwa poznańskiego jednostki zarządzające drogami w jeden organ. Podstawą do utworzenia WDDM były: art. 22 ustawy o drogach publicznych oraz rozporządzenie Ministra Komunikacji z 28 lutego 1986 r., które wskazywały wojewódzkie dyrekcje dróg miejskich jako organy powołane do zarządzania drogami na terenie miast.
WDDM w Poznaniu utworzyły: Zarząd Dróg i Mostów w Poznaniu, Przedsiębiorstwo Robót Inżynieryjnych w Gnieźnie oraz zakłady drogowe wchodzące w skład wielobranżowych przedsiębiorstw gospodarki komunalnej i mieszkaniowej działających na terenie województwa. Zmiana ta wpłynęła, z oczywistych względów, na znaczne poszerzenie kompetencji WDDM. Od tej pory organ ten miał zajmować się „budową, modernizacją, utrzymaniem i ochroną dróg miejskich” na obszarze całego regionu. Również nadzór nad jednostką przeszedł na szczebel władz wojewódzkich: zadanie nadania statutu i określenia zakresu zadań WDDM otrzymał Wojewoda Poznański, który sprawował bezpośredni nadzór nad Dyrekcją. Ta ostatnia podlegała natomiast Wojewódzkiej Radzie Narodowej.
19 kwietnia 1994 r. zarządzanie drogami w Poznaniu wróciło w miejskie ręce. Podjęta tego dnia uchwała Rady Miejskiej Poznania zmieniła nazwę WDDM na Zarząd Dróg Miejskich w Poznaniu i określiła zakres jego zadań jako „zarządzanie drogami w granicach administracyjnych miasta Poznania z wyłączeniem tych, które podlegają jednostkom centralnym”. Jako podstawę do takiego przekształcenia wskazano porozumienie zawarte pomiędzy Prezydentem Miasta Poznania i Wojewodą Poznańskim o przejęciu do realizacji zadań i kompetencji administracji rządowej. Wraz z tymi kompetencjami w miejskie struktury miały zostać wcielone jednostki organizacyjne służące ich wykonywaniu. W związku z tym to Miasto Poznań stało się odpowiedzialne za drogi na swoim terenie, a organem powołanym do pełnienia obowiązków ich zarządcy został ZDM, w którego struktury włączono również Oddział Zarządu Inżynierii Ruchu. Zatwierdzenie statutu ZDM powierzono Zarządowi Miasta Poznania. 17 grudnia 1996 r. obowiązki ZDM zostały poszerzone o „zarządzanie ruchem drogowym w celu zapewnienia jego bezpieczeństwa”.
W drugiej dekadzie XXI wieku doszło do zmian związanych z prowadzeniem inwestycji drogowych oraz zarządzaniem ruchem na ulicach Poznania. W 2014 roku mocą uchwały Rady Miasta Poznania powołana została spółka Poznańskie Inwestycje Miejskie, której zadaniem jest realizacja największych miejskich projektów, za które wcześniej odpowiadały jednostki pomocnicze i wydziały Urzędu Miasta Poznania. Dotyczy to również inwestycji drogowych – każda budowa, przebudowa lub remont o wartości przekraczającej 1 milion złotych jest przekazywana do PIM, pełniących rolę inwestora zastępczego. Drugą ze wspomnianych wyżej zmian było utworzenie biura Miejskiego Inżyniera Ruchu. Do końca 2014 roku MIR funkcjonował w strukturach ZDM, a od 1 stycznia 2015 stanowi on odrębny organ zarządzający ruchem drogowym z mieście. MIR jest stanowiskiem specjalistycznym działającym w ramach Biura Koordynacji Projektów i Rewitalizacji Miasta UMP.

## Siedziby ZDM

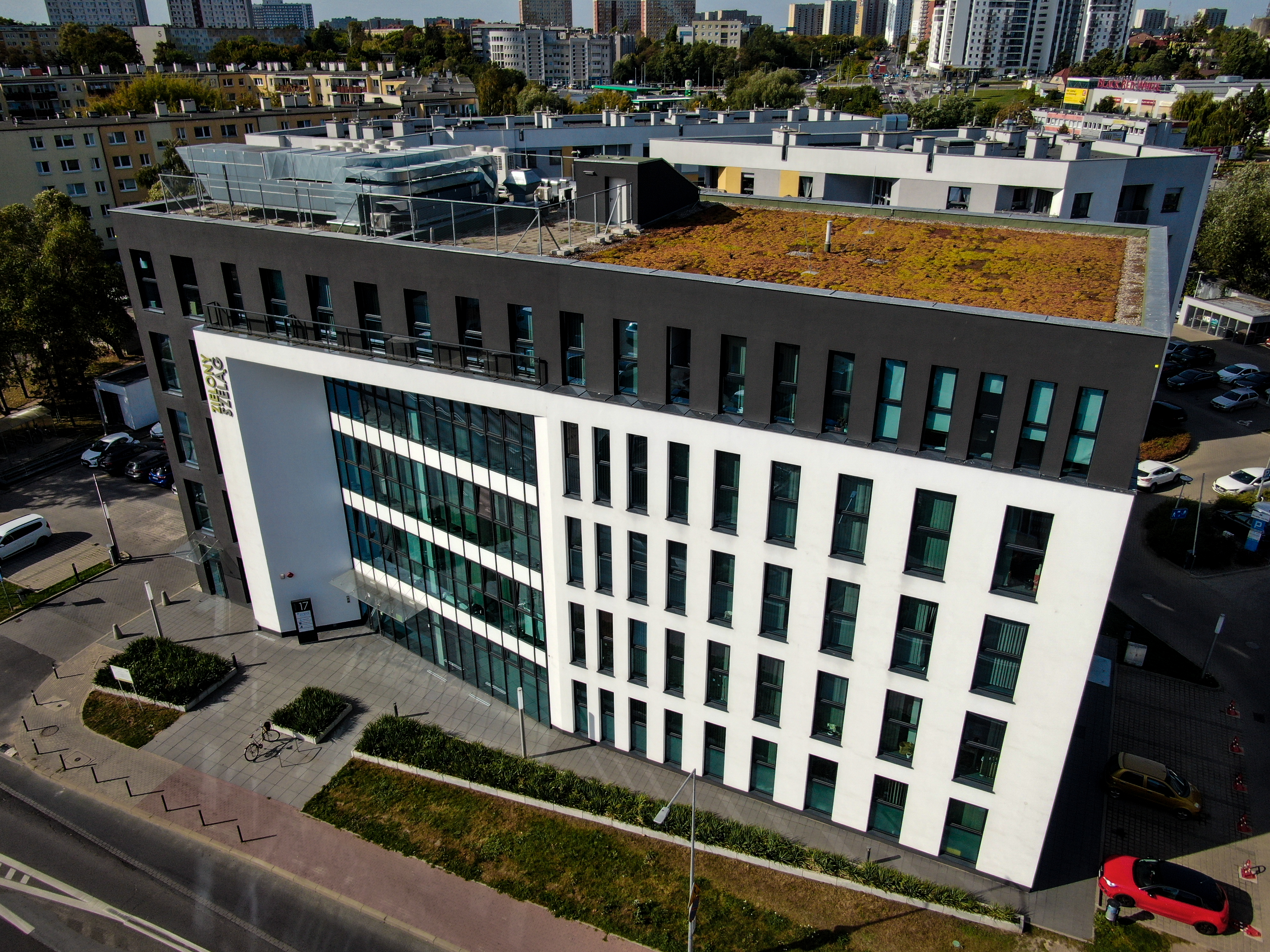
Siedziba Zarządu Dróg Miejskich w Poznaniu

Od 1974 do 2016 roku siedziba ZDM znajdowała się w budynku przy ul. Wilczak 16. W listopadzie 2016 r. Zarząd „przeprowadził się” na drugą stronę ulicy, pod numer 17, do biurowca Zielony Szeląg. Ponadto przy ul. Pułaskiego 9 znajduje się Wydział Parkowania ZDM, a przy ul. Góreckiej 15 funkcjonuje Centrum Operacyjne Bezpieczeństwa Ruchu Drogowego oraz Centrum Operacyjne ITS.

## Działalność ZDM
Zarząd Dróg Miejskich w Poznaniu jest jednostką budżetową Miasta Poznania, za pośrednictwem której Prezydent Miasta Poznania wykonuje obowiązki zarządcy dróg na terenie miasta. ZDM zarządza łącznie 2061 ulicami o łącznej długości 1073km (stan na styczeń 2022 r.). Ponadto w gestii Zarządu znajduje się 149 obiektów inżynierskich (mosty, wiadukty, kładki, tunele i przejścia podziemne), 46 268 lamp ulicznych oraz około 120 000 drzew rosnących w pasach drogowych.
Do zadań realizowanych przez ZDM zalicza się:
- przygotowanie i realizację inwestycji drogowych polegających na budowie, przebudowie i rozbudowie dróg i mostów, w tym opracowanie dokumentacji projektowych i nadzór nad realizacją prac,
- remonty i bieżące utrzymanie dróg zarządzanych przez ZDM, w tym naprawy nawierzchni dróg i chodników, utrzymanie czystości i zimowe utrzymanie dróg,
- utrzymanie, budowa i rozbudowa infrastruktury drogowej, w tym oświetlenia ulic, kanalizacji deszczowej i obiektów inżynierskich,
- wdrażanie projektów organizacji ruchu i rozwiązań z zakresu bezpieczeństwa ruchu drogowego, zarządzanie systemem ITS (ang. Intelligent Transport System),

- utrzymanie zieleni ulicznej, w tym nasadzenia i pielęgnacja roślin rosnących w pasach drogowych[9].

### Budowa, przebudowa i rozbudowa dróg

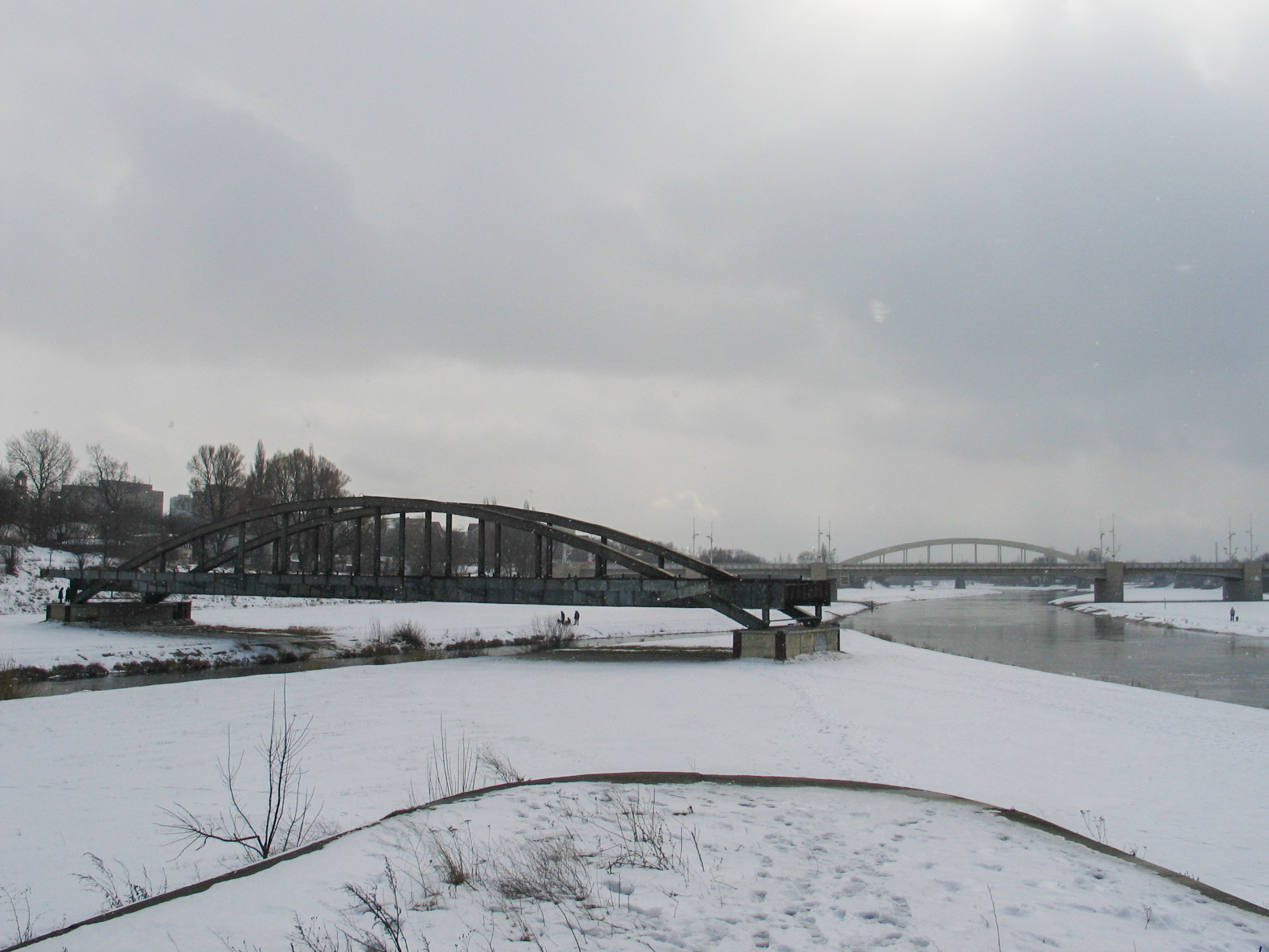
Przęsło starego mostu św. Rocha w marcu 2005 r.

ZDM w Poznaniu realizuje szereg inwestycji obejmujących rozbudowę miejskiego układu drogowego. Wśród zadań zrealizowanych w pierwszych dwóch dekadach XXI wieku można wskazać powstanie ul. Prymasa Augusta Hlonda (tzw. Nowe Zawady, 2010 r.), przebudowę ul. Bukowskiej (2011), przebudowę węzła drogowego Antoninek (2012), przebudowę ul. Grunwaldzkiej i Bułgarskiej (2012) przebudowę Estakady Katowickiej i ul. Gdyńskiej (2017). Wydarzeniem, które wpłynęło na poznańskie inwestycje drogowe realizowane w tym okresie była organizacja przez Polskę i Ukrainę Mistrzostw Europy w piłce nożnej w 2012 r. (Poznań był jednym z miast – gospodarzy turnieju).
Początek XXI wieku to dla poznańskiego ZDM również szereg inwestycji mostowych. W 2005 roku wyremontowany został most Przemysła I (w ciągu ul. Hetmańskiej), rok wcześniej zakończyła się budowa nowego mostu św. Rocha. Stare przęsło tego ostatniego zostało zdemontowane i wykorzystane do odbudowy mostu Cybińskiego, znanego obecnie jako most bp. Jordana. W tym celu zaprojektowany przez Lucjana Ballenstaedta „stary” most. św. Rocha został przesunięty wzdłuż brzegu Warty i Cybiny ponad 1 kilometr na północ, przekraczając most Mieszka I. Operacja przeprowadzenia konstrukcji starego mostu przez przeprawę w ciągu ul. Wyszyńskiego odbyła się 29 września 2007 roku.
W 2017 r. przebudowane zostały mosty nad rzeką Cybiną w ciągu ul. Warszawskiej, a w 2019 r. oddano do użytku wybudowaną od nowa północną nitkę mostu Lecha.

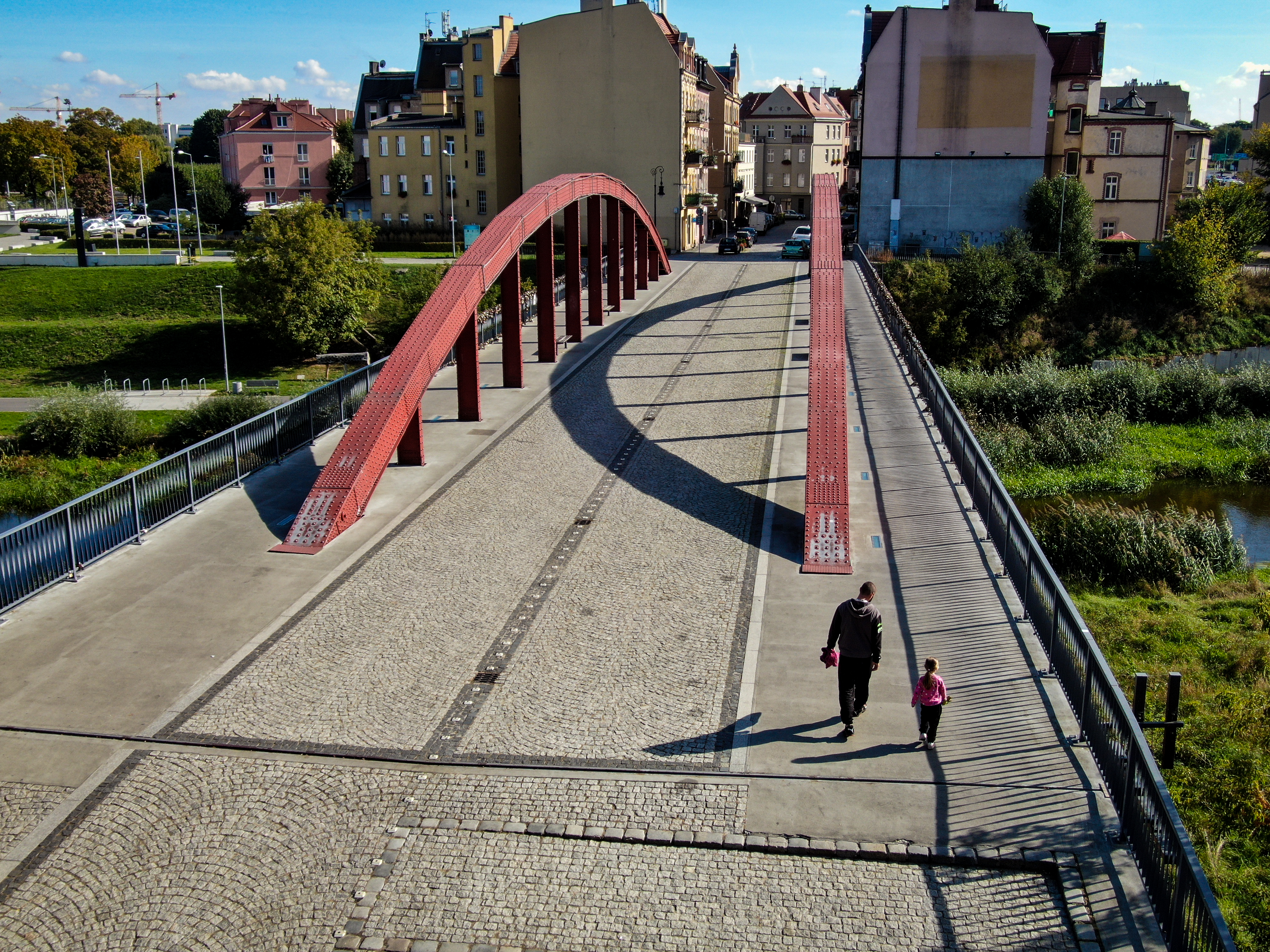
Most biskupa Jordana (październik 2021 r.)

### Remonty i utrzymanie dróg

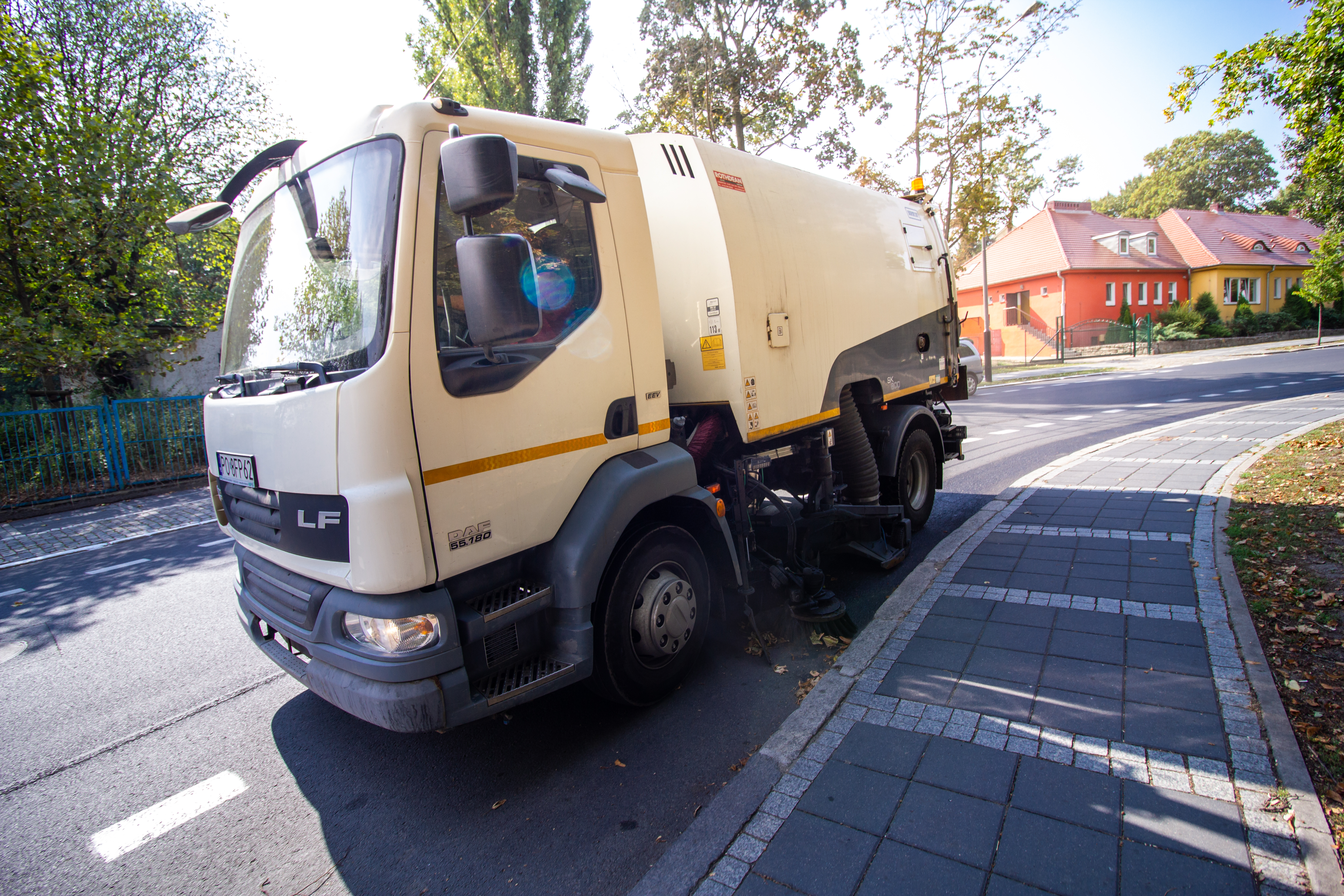
Zamiatarka uliczna na ul. Księcia Józefa w Poznaniu

Remonty i bieżące utrzymanie dróg obejmują on naprawy lub wymiany nawierzchni, jak również utrzymanie ulic w czystości i zimowe utrzymanie dróg. Wśród ulic wyremontowanych w latach 2020–2022 znalazły się m.in.: ul. Dąbrowskiego (jezdnia wjazdowa, lata 2020–2021), ul. Krzywoustego (jezdnia wjazdowa, 2021 r.), ul. Warszawska w Antoninku (2020 r.).

### Zarządzanie drogami
ZDM odpowiada za wydawanie decyzji administracyjnych, związanych z zarządzaniem drogami. Mowa tu głównie o zezwoleniach na zajęcie pasa drogowego w celu realizacji robót drogowych, umieszczania na drogach urządzeń (np. sprzętu budowlanego), i prowadzenia działalności gospodarczej (ogródki gastronomiczne, handel, reklamy), a także zgodach na awaryjne zajęcie drogi. Ponadto ZDM udziela zgód na lokalizację zjazdów na prywatne działki oraz prowadzi ewidencję wszystkich zarządzanych przez siebie dróg.

### Bezpieczeństwo i organizacja ruchu
Zarząd Dróg Miejskich w Poznaniu jest jedną z instytucji odpowiedzialnych za bezpieczeństwo i organizację ruchu w Poznaniu. ZDM wdraża projekty organizacji ruchu zatwierdzone przez Miejskiego Inżyniera Ruchu, jak również zarządza oznakowaniem dróg i tablicami Systemu Informacji Miejskiej (nazwy ulic i obiektów, drogowskazy i tablice informacyjne). Do zadań w zakresie zmian w organizacji ruchu zrealizowanych przez ZDM na przestrzeni minionych kilkunastu lat zalicza się wprowadzenie strefy ograniczonej prędkości „Tempo 30” na obszarze ścisłego centrum Poznania (lata 2015–2017), wdrożenie koncepcji uspokojenia ruchu na Jeżycach (ul. Słowackiego, Kościelna, Jeżycka i Poznańska, Jackowskiego), czy też poszerzenie Strefy Płatnego Parkowania – najpierw o obszar Jeżyc w 2011 r., a potem Łazarza i Wildy oraz Ostrowa Tumskiego w 2021 r. Każdego roku ZDM realizuje również działania zmierzające do poprawy bezpieczeństwa ruchu, szczególnie wśród pieszych (m.in. akcja „Bezpieczna droga do szkoły”).

### Parkowanie
ZDM odpowiada za funkcjonującą w mieście Strefę Płatnego Parkowania, utworzoną w 1993 r. Początkowo obejmowała ona teren osiedla Stare Miasto. W 2011 została poszerzona o Jeżyce i okolice Międzynarodowych Targów Poznańskich, a dziesięć lat później objęła również Łazarz i Wildę (od centrum do ul. Hetmańskiej), oraz Śródkę, Zagórze i Ostrów Tumski.
Włączenie w obszar płatnego parkowania terenu Łazarza i Wildy było największym obszarowo poszerzeniem poznańskiej Strefy Płatnego Parkowania od momentu jej utworzenia. Dla obu wymienionych wyżej osiedli opracowane zostały projekty organizacji ruchu, wdrażane od końca 2020r, do lipca 2021r. Część przestrzeni uzyskana dzięki zmianie sposobu parkowania została zagospodarowana zielenią i małą architekturą (np. na ul. Sikorskiego, Małeckiego, Biała, Niecała, Umińskiego, Limanowskiego).
W czerwcu 2020 r. w Poznaniu wdrożono Śródmiejską Strefę Płatnego Parkowania. Została ona wyznaczona na obszarze obejmującym dotąd staromiejską i część jeżyckiej SPP. Wprowadzenie ŚSPP stało się możliwe dzięki zmianom w ustawie o drogach publicznych. Była to odpowiedź na rosnące zatłoczenie autami ścisłych centrów największych polskich miast.

### Ruch rowerowy

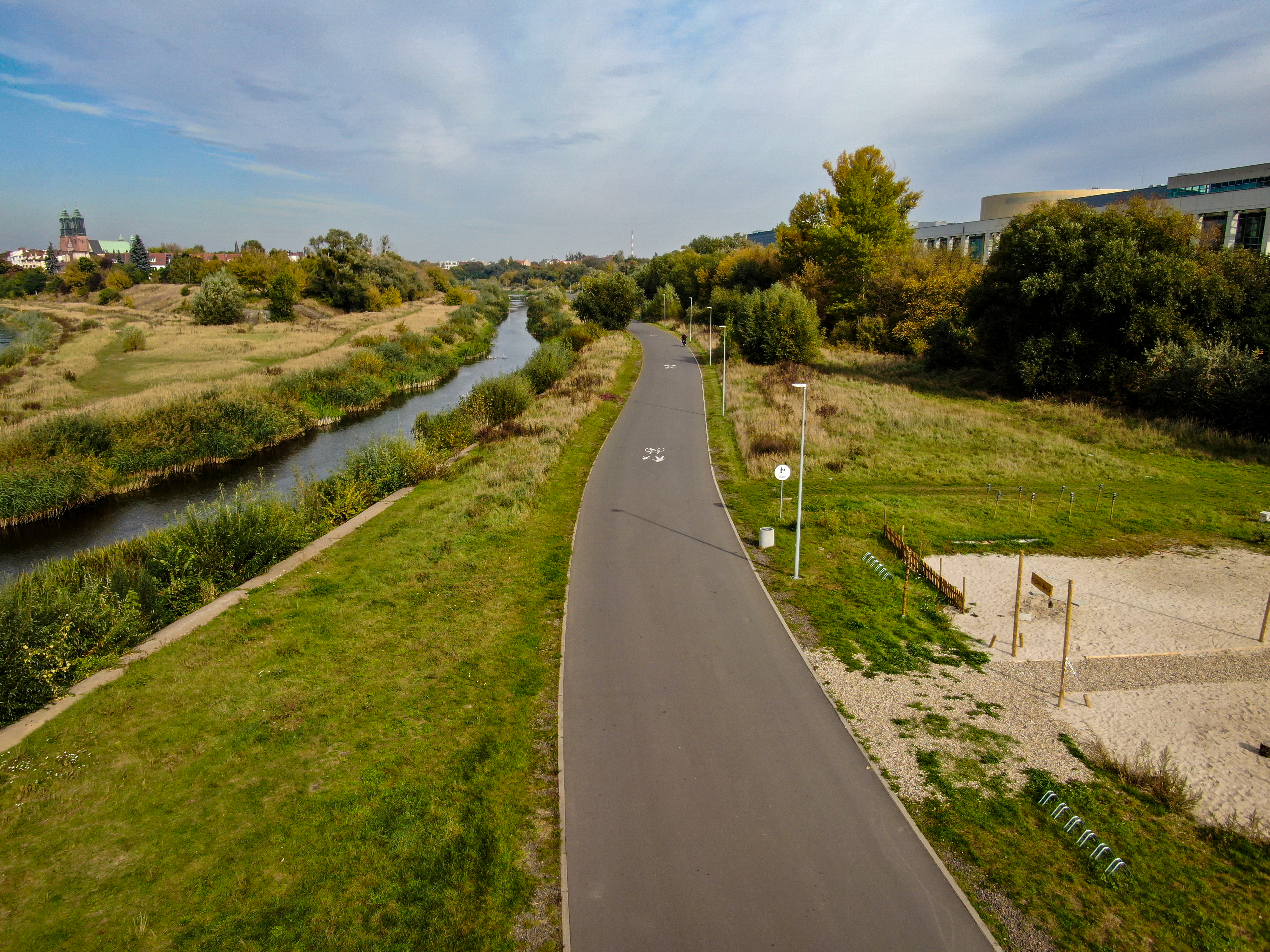
Wartostrada – odcinek wschodni przy Politechnice Poznańskiej

Poznański ZDM realizuje inwestycje związane z rozbudową sieci rowerowej. Są to budowy zarówno strategicznych dróg rowerowych ujętych w Programie Rowerowym Miasta Poznania, jak i tych o znaczeniu lokalnym, ułatwiających poruszanie się rowerem po obszarze danego osiedla czy też ulicy. Do tych pierwszych, o znaczeniu ogólnomiejskim, zalicza się powstanie dróg rowerowych wzdłuż ul. Grunwaldzkiej (budowane etapami do 2021 r.) czy też w ul. Dolna Wilda (lata 2020–2022), umożliwiającym mieszkańcom dalszych dzielnic Poznania i podpoznańskich gmin zyskali bezpośredni dojazd rowerem do centrum miasta. Planowana jest budowa drogi rowerowej wzdłuż ulic: Solnej – Wolnicy – Małych Garbar – Estkowskiego i Wyszyńskiego, która połączy śródmieście Poznania ze wschodnią częścią miasta. ZDM zarządza także realizowaną etapami od 2011 roku Wartostradą, czyli trasą pieszo-rowerową (Wartostrada miejscami jest ciągiem pieszo-rowerowym, a na kilku odcinkach stanowi odrębną drogę rowerową i chodnik), biegnącą po obu stronach rzeki Warty od mostu Przemysła I na południu do mostu Lecha na północy miasta. Natomiast infrastruktura rowerowa na poziomie lokalnym to głównie pasy dla rowerów i kontraruch rowerowy, wprowadzane dzięki zmianom w organizacji ruchu. W związku z poszerzeniem Strefy Płatnego Parkowania o teren Łazarza i Wildy w 2021 r. kontraruch rowerowy został wprowadzony na wszystkich jednokierunkowych ulicach obydwu osiedli objętych SPP.

### Zieleń uliczna
Zarządzanie terenami zielonymi w Poznaniu to zadanie realizowane przez ZDM z przerwami od 1964 r. Zakres kompetencji w tym obszarze zmieniał się przez lata, a obecnie obejmuje zieleń uliczną zlokalizowaną w pasach drogowych (za tereny parkowe w Poznaniu odpowiada Zarząd Zieleni Miejskiej).

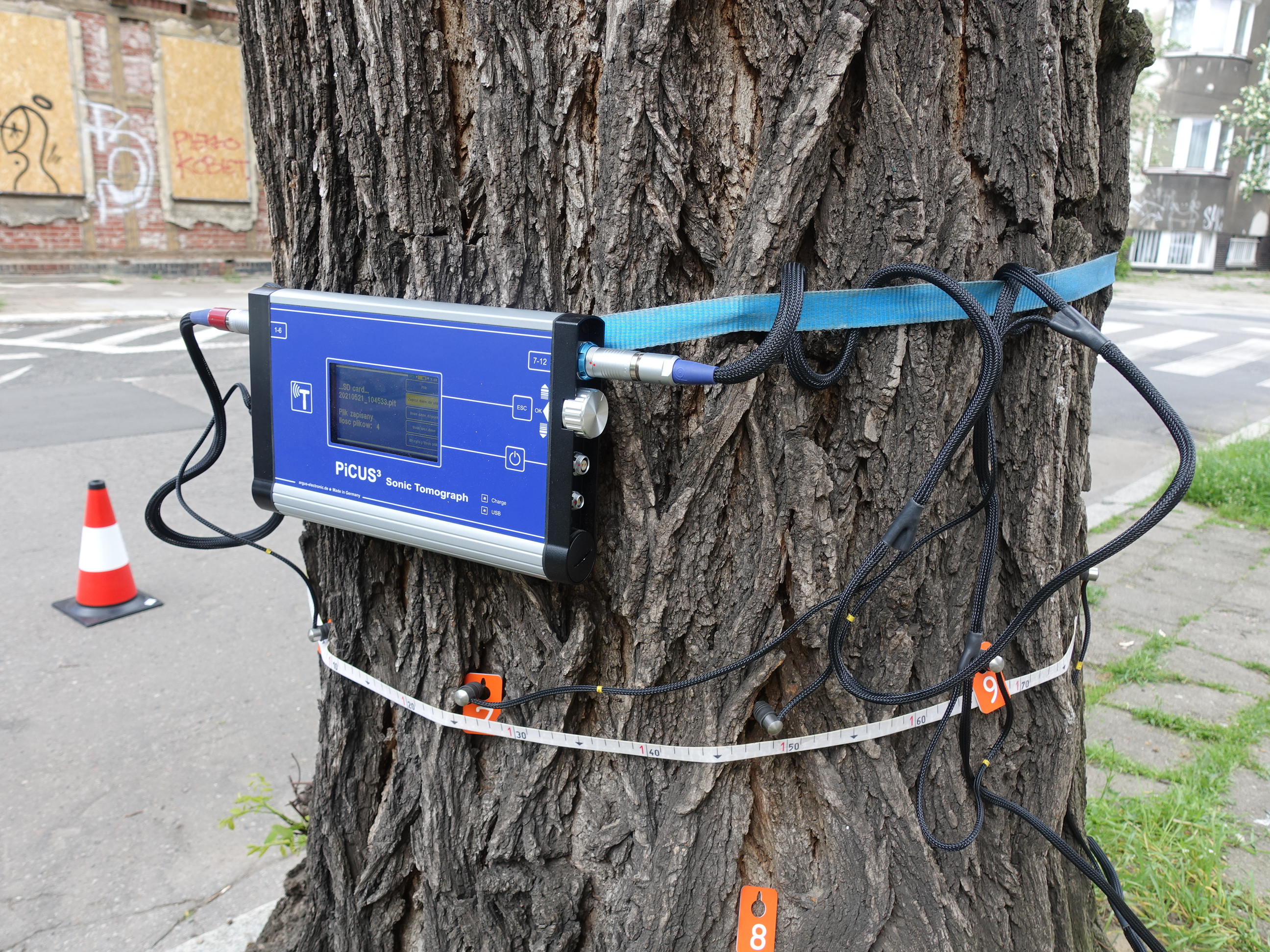
Badanie drzewa tomografem akustycznym

Do najważniejszych zadań związanych z zarządzaniem zielenią zalicza się coroczne akcje sadzenia drzew, urządzanie i pielęgnację skwerów czy też zagospodarowanie roślinnością przestrzeni uzyskanych dzięki zmianom w obrębie pasów drogowych (odbrukowanie chodników lub jezdni przy okazji ich remontów i przebudów lub w wyniku wprowadzenia nowej organizacji ruchu). Jednym z cyklicznych działań jest też diagnostyka stanu przyulicznych drzew, prowadzona z wykorzystaniem m.in. tomografu dźwiękowego.
W listopadzie 2021 r. ZDM przy współpracy Urzędu Miasta Poznania opracował broszurę informacyjną poświęconą utrzymaniu zieleni ulicznej w Poznaniu.

### Estetyka przestrzeni
Estetyka przestrzeni publicznej w Poznaniu została usankcjonowana w takich dokumentach jak Katalog mebli miejskich czy też Katalog nawierzchni, które precyzują w jaki sposób należy realizować prace w jej obrębie, aby ich efekt był spójny i konsekwentny wizualnie. Od 2019 roku Pełnomocnik Prezydenta Poznania ds. Estetyki Miasta jest jednocześnie Zastępcą Dyrektora ZDM ds. Przestrzeni Publicznej, odpowiedzialnym za estetykę przestrzeni, jak również parkowanie i zieleń.